# 陳屋站
陈屋站位於中华人民共和国广东省东莞市厚街镇莞太路与旗鼓东路交叉口地下，于2016年5月27日启用。

## 車站構造
| 地面 |        |
|      | 出入口 |

| 地下一層（B1） | 車站大廳                         | 客服中心、自動售票機             |
| 地下二層（B2） |                                  | █ 2号线 往東莞火車站方向（蛤地） |
| 地下二層（B2） | 島式月台，左側開門               |                                  |
| 地下二層（B2） | █ 2号线 往虎門火車站方向（寮厦） |                                  |

## 車站出入口
陳屋站共有十個出入口，不設I出入口。目前只開通A，B，J，K出入口。
| 編號 | 目的地           |
| ---- | ---------------- |
| A    | 鑫浩高新科技園   |
| B    | 旗鼓西路         |
| C    |                  |
| D    | 大圍新村         |
| E    | 厚達科技工業園   |
| F    | 建志A區          |
| G    | 陳屋地鐵站公交站 |
| H    |                  |
| J    | 旗鼓東路         |
| K    | 綠苑山莊         |